# Rio Botiz
O Rio Botiz é um rio da Romênia afluente do Rio Vaser, localizado no distrito de Maramureş.